# Mgbaka
Mgbaka est un village de la région du Centre du Cameroun. Il est localisé dans l'arrondissement (commune) de Minta, département de la Haute-Sanaga. On y accède par la piste rurale qui lie Yaoundé à Bertoua.

## Population et société
En 1963, la population de Mgbaka était de 357 habitants. Mgbaka comptait 376 habitants lors du dernier recensement de 2005. La population est constituée pour l’essentiel de Bamvele.